# Until Death
Until Death är en amerikansk långfilm från 2007 i regi av Simon Fellows, med Jean-Claude Van Damme, Selina Giles, Mark Dymond och William Ash i rollerna.

## Handling

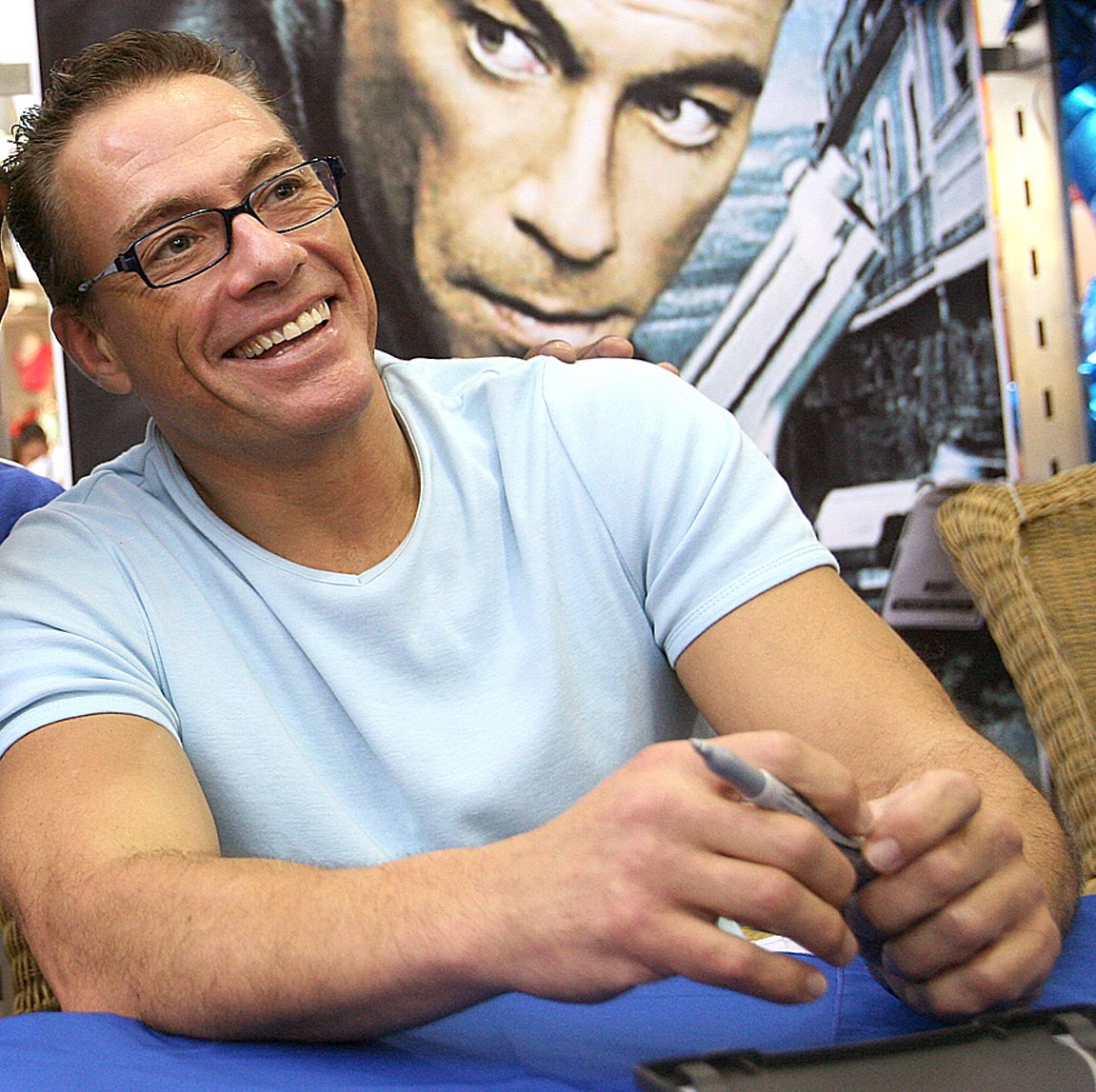
Van Damme marknadsför filmen den 2 juni 2007

Anthony Stowe är polis men samtidigt narkoman. Han blir skjuten och skadas svårt. Han blir tillsammans med sin före detta tjej, men det finns en maffialedare som han måste stoppa.

## Rollista
| Jean-Claude Van Damme | – Anthony Stowe     |
| Selina Giles          | – Valerie Stowe     |
| Mark Dymond           | – Mark Rossini      |
| William Ash           | – Serge             |
| Stephen Lord          | – Jimmy Medina      |
| Gary Beadle           | – Mac               |
| C. Gerod Harris       | – Ross              |
| Wes Robinson          | – Chad Mansen       |
| Stephen Rea           | – Gabriel Callaghan |
| Buffy Davis           | – Jane              |